# 豆娘
豆娘（damselfly）是一种颜色鲜艳的食肉昆虫，屬於蜻蛉目均翅亞目（學名：Zygoptera，又稱束翅亞目）。牠們的身体细长，複眼發達生於頭兩側，咀嚼式口器，觸角剛毛狀，前後翅形狀相似，翅脈中室四方形，翅翼生有翅柄，与蜻蜓同属蜻蛉目，與蜻蜓不同點在於豆娘的前後翅大小、形狀相似；蜻蜓的前後翅大小、形狀相異。

## 生物特性
豆娘的稚蟲水蠆生長於水中，身體側扁長形，尾端有葉片狀的尾腮，具有呼吸與運動的功能。隱匿於水草或石塊縫隙。
由于豆娘的体态优美、颜色鲜艳，且其翅膀颜色多变，故很多爱好者喜爱观赏。
而蜻蜓與豆娘的主要差別有以下：
- 眼睛的距離：蜻蜓的複眼大部份是彼此相連或只有小距離的分開；豆娘的兩眼有相當大距離的分開，形狀如同啞鈴一般。
- 翅膀的形狀：屬差翅亞目的蜻蜓，其前後翅形狀大小不同，差異甚大；屬均翅亞目的豆娘，其前後翅形狀大小近似，差異較小。
- 腹部的形狀：蜻蜓的腹部形狀較為扁平，也較粗；豆娘的腹部形狀較為細瘦，呈圓棍棒狀。
- 停棲方式：蜻蜓在停棲時，會將翅膀平展在身體的兩側；一般豆娘在停棲時，會將翅膀合起來直立於背上。

## 圖片

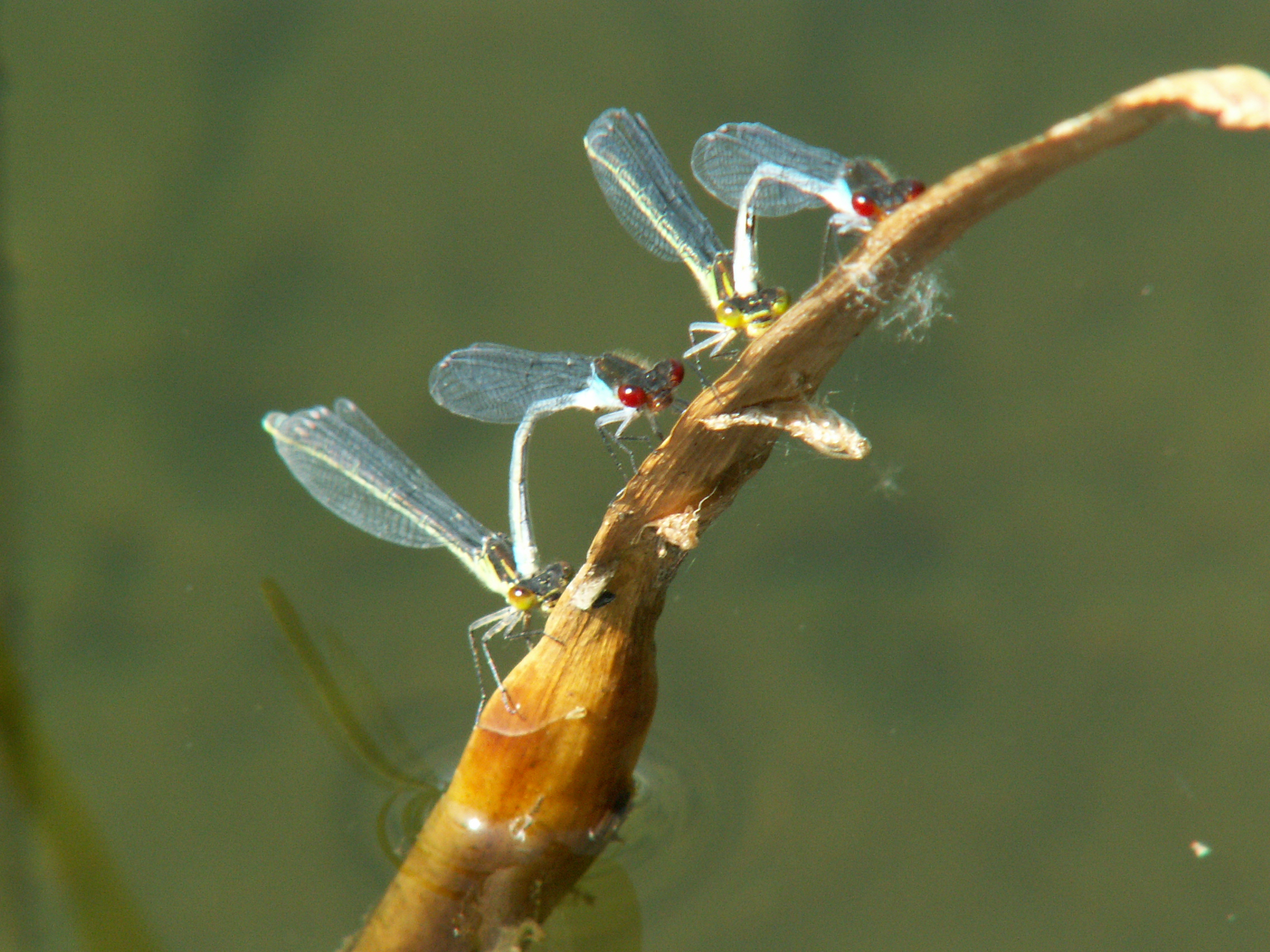
兩隻紅眼細蟌（Erythromma najas）雄蟲各「挾持」一隻雌蟲尋找產卵水域
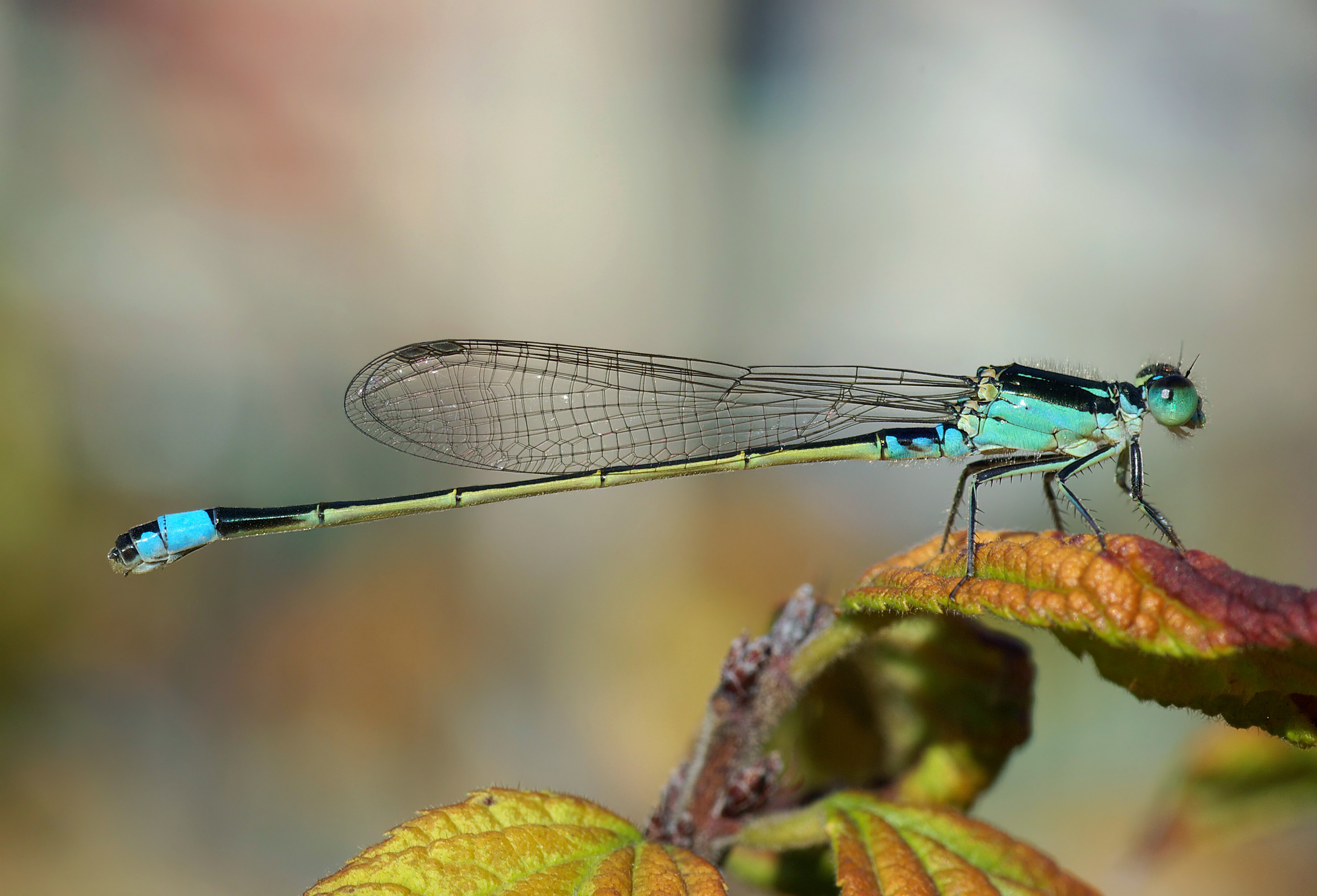
细蟌科的蓝胸细蟌（Ischnura senegalensis）
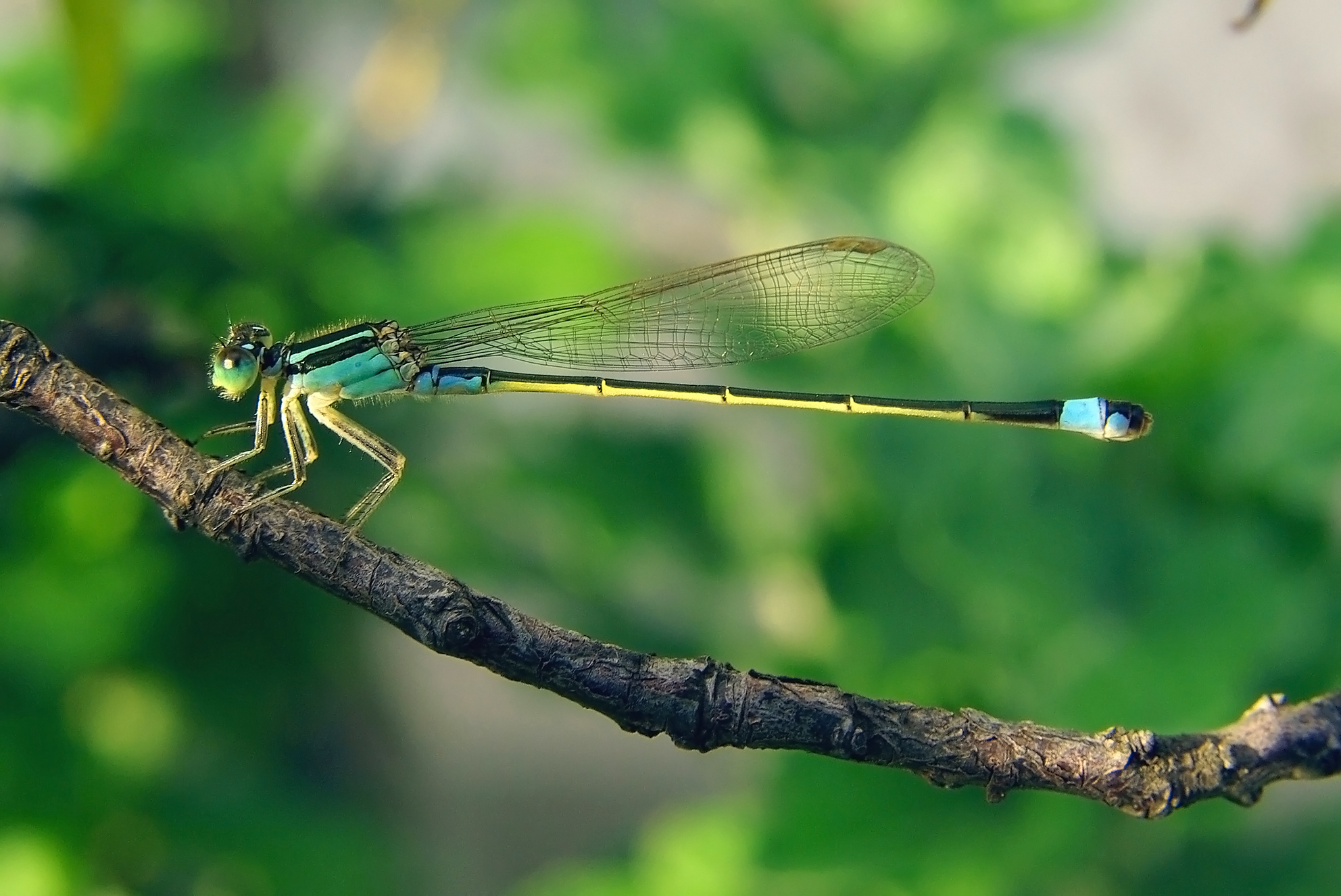
细蟌科的蓝胸细蟌（Ischnura senegalensis）
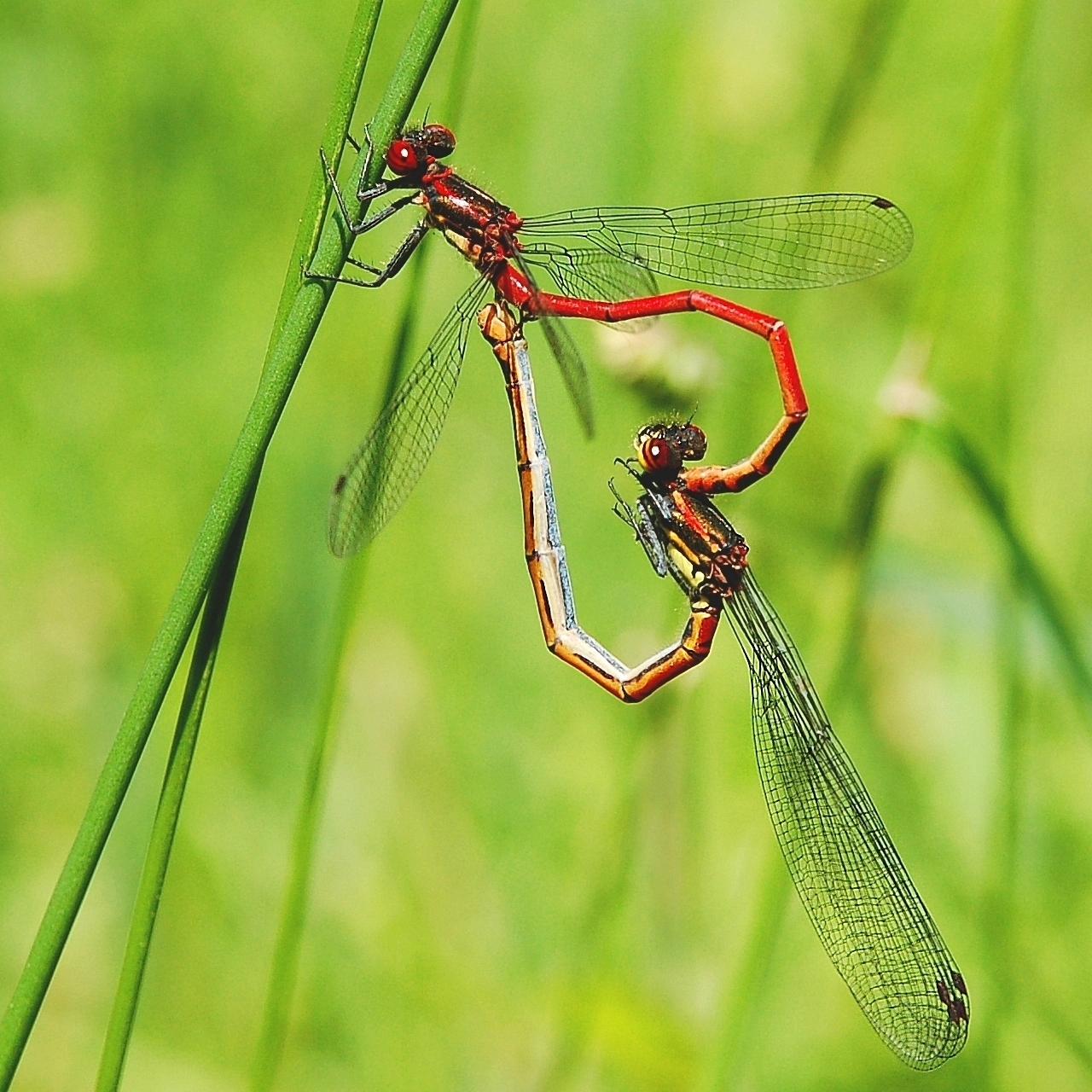
一对正在交配的豆娘（Pyrrhososma nymphula）